# Książę Kentu

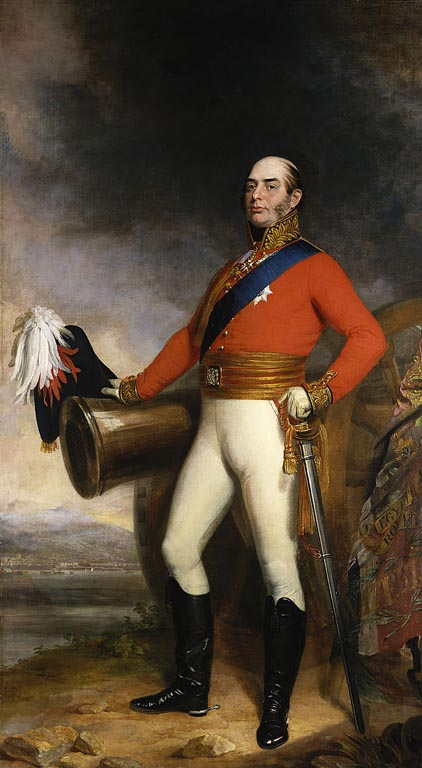
Edward August Hanowerski, książę Kentu i Strathearn
(mal. George Dawe)

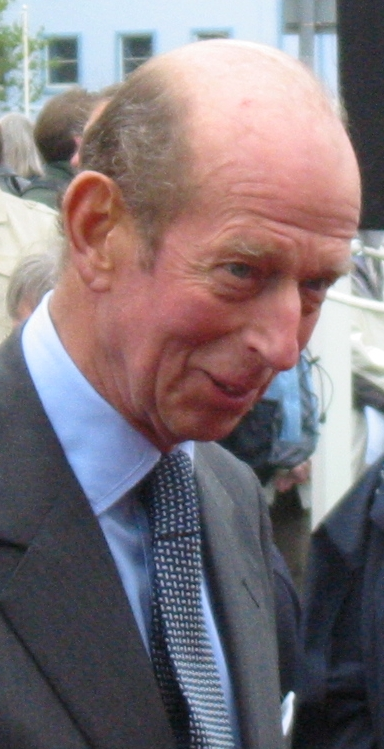
Edward Jerzy Mikołaj Patryk Paweł Windsor, książę Kentu

Książę Kentu – brytyjski tytuł parowski kreowany w parostwie Wielkiej Brytanii.
Książęta Kentu 1. kreacji (parostwo Wielkiej Brytanii)
- Dodatkowe tytuły: markiz Kentu, markiz Grey, hrabia Kentu, hrabia Harold, wicehrabia Goderich, baron Lucas
- 1710–1740: Henry Grey, 1. książę Kentu

Książęta Kentu i Strathearn 1. kreacji (parostwo Wielkiej Brytanii)
- Dodatkowy tytuł: hrabia Dublina
- 1799–1820: Edward August Hanowerski, książę Kentu i Strathearn

Książęta Kentu 2. kreacji (parostwo Zjednoczonego Królestwa)
- Dodatkowe tytuły: hrabia St Andrews, baron Downpatrick
- 1934–1942: Jerzy Edward Aleksander Edmund Winsor, książę Kentu
- 1942 -: Edward Jerzy Mikołaj Patryk Paweł Windsor, książę Kentu

Następca księcia Kentu: Jerzy Filip Mikołaj Windsor, hrabia St Andrews
Następca hrabiego St Andrews: Edward Edmund Maksymilian Jerzy Windsor, lord Downpatrick